# Poză la minut
Just Shoot Me! este un sitcom american de televiziune care a fost difuzat timp de șapte sezoane pe NBC din 4 martie 1997 până pe 16 august 2003, cu 148 de episoade produse. Serialul a fost creat de Steven Levitan, producătorul executiv al serialului.

## Sinopsis
În acest serial este vorba despre o jurnalistă de televiziune, Maya Gallo, care își pierde slujba și vine să lucreze la revista pentru femei „Blush” care este deținută de tatăl său.

## Distribuție
- Rena Sofer – Vicki Costa (2002–2003)
- Chris Hogan – Wally Dick (1997)
- Enrico Colantoni – Elliot DiMauro
- David Spade – Dennis Finch
- George Segal – Jack Gallo
- Laura San Giacomo – Maya Gallo
- Wendie Malick – Nina Van Horn

## Scenariști
- Steven Levitan
- Marsh McCall
- Stephen Engel
- Andy Gordon & Eileen Conn
- Tom Martin
- Sivert Glarum & Michael Jamin
- Jack Burditt
- Don Woodard & Tom Maxwell
- Moses Port & David Guarascio
- Susan Dickes
- Tom Saunders & Kell Cahoon
- Jeff Lowell
- Bill Steinkellner
- Brian Reich